# Округ Храдец Кралове
Округ Храдец Кралове (чеш. Okres Hradec Králové) је округ у Краловехрадечком крају, у Чешкој Републици. Административно средиште округа је град Храдец Кралове.

## Становништво
Према подацима о броју становника из 2012. године округ је имао 162.820 становника.